# Titanaat

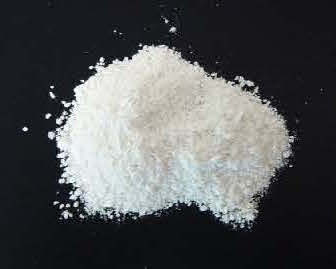
Lithiummetatitanaat

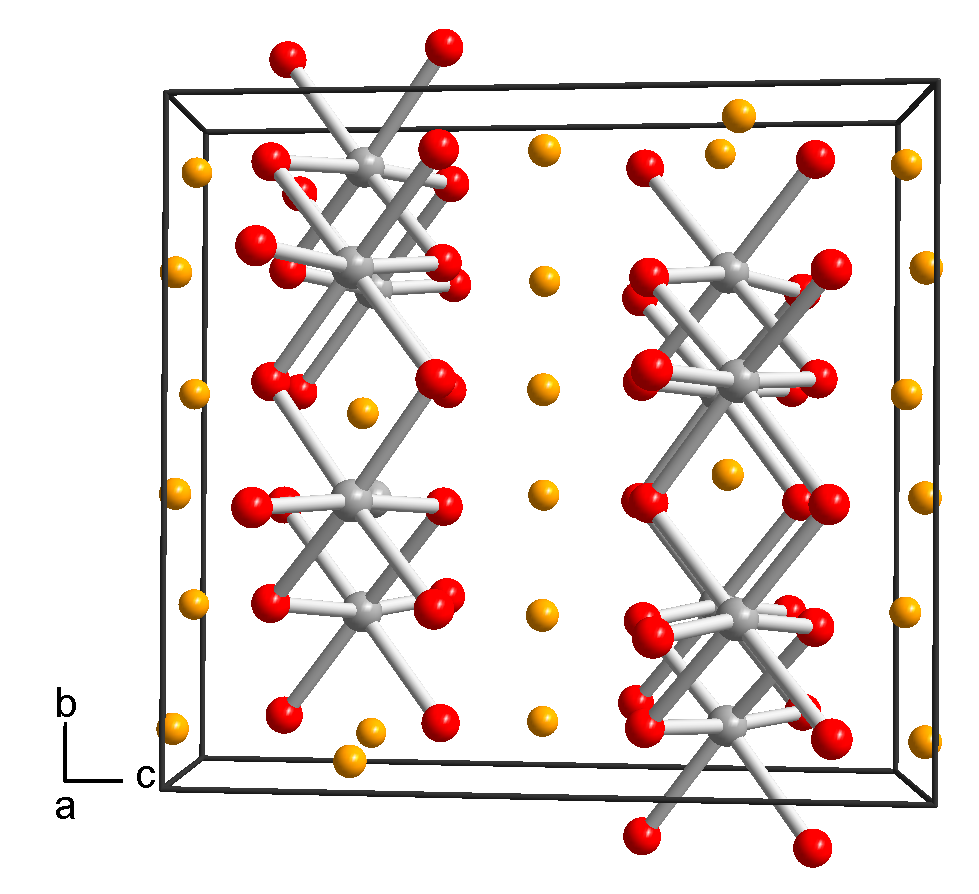
Kristalstructuur van lithiummetatitanaat

In de chemie verwijst titanaat in het algemeen naar een samengesteld deeltje met titaan als centraal atoom. Zonder verdere toevoeging wordt een deeltje bedoeld waarbij drie of vier zuurstof-atomen de andere delen zijn. Het is een anorganische verbinding waarvan een titanium oxide een van de samenstellende delen is. Samen met de niobaten vormen de titanaten de kristallografische perovskietgroep. De naam titanaat wordt ook gebruikt voor complexe ionen waarin het titaan-atoom de centrale plaats inneemt. Voorbeelden van deze laatste groep zijn hexachloortitanaat ({\displaystyle {\ce {TiCl6^{2-}}}}) en hexacarbonyltitanaat ({\displaystyle {\ce {Ti(CO)6^{2-}}}}). Dit lemma gaat over de stoffen waarin het {\displaystyle {\ce {TiO4^{2-}}}}-ion een rol speelt.
Er is een groot aantal verschillende titaanoxides bekend, en sommige daarvan hebben ook economische betekenis. In het algemeen zijn deze verbindingen wit, diamagnetisch, onoplosbaar in water en hebben ze een hoog smeltpunt. De synthese verloopt doorgaans bij hoge temperatuur, uirgaande van titanium(IV)oxide. In vrijwel alle gevallen heeft titaan in deze verbindingen een octaëdrische moleculaire geometrie.

## Orthotitanaten
Orthotitanaten hebben de algemene formule {\displaystyle {\ce {M2TiO4}}}, waarbij M een tweewaardig metaal-ion is. Een voorbeeld van een dergelijke verbinding is magnesiumtitanaat ({\displaystyle {\ce {Mg2TiO4}}}), een verbinding met kristallen in de spinelgroep.
Orthotitanaten hebben zelden een kristallografisch identificeerbaar {\displaystyle {\ce {TiO4^{4-}}}}-centrum, met {\displaystyle {\ce {Ba2TiO4}}} als bekendste uitzondering.
{\displaystyle {\ce {Li2TiO3}}} is geen orthotitanaat. Het heeft een met keukenzout vergelijkbaar kristalrooster.

### Titaanzuur en zijn esters
De verbinding {\displaystyle {\ce {H4TiO4}}} of {\displaystyle {\ce {Ti(OH)4}}} wordt zowel met de naam titaanzuur, orthotitaanzuur of titaan(IV)hydroxide beschreven. Deze stof kan bereid worden door de hydrolyse van {\displaystyle {\ce {TiCl4}}}. Titaanzuur is een zwak zuur en hoewel de stof geïsoleerd kan worden, is zij instabiel: verlies van water treedt makkelijk op waarbij titaan(IV)oxide ontstaat.
Esters van titaanzuur zijn beschreven. Titaan(IV)isopropoxide is een bekend voorbeeld. De esters hebben vaak een complexe structuur: zo heeft titaan in {\displaystyle {\ce {Ti4(OCH3)16}}} (titaniumtetramethoxide) een octahedrische omringing.

## Metatitanaten
De metatitanaten hebben de algemene formule {\displaystyle {\ce {MTiO3}}}. Opnieuw is M een divalent metaal-ion. In het algemeen zijn geen duidelijke {\displaystyle {\ce {TiO3^{2-}}}}-centra aan te wijzen in het kristal. Sommige, zoals het commercieel belangrijke mineraal ilmeniet ({\displaystyle {\ce {FeTiO3}}}), kristalliseren in een hexagonale dichtste bolstapeling zoals dat optreedt in corundum, andere vertonen een op de perovskieten gebaseerde structuur, genoemd naar het mineraal perovskiet dat voornamelijk uit calciumtitanaat ({\displaystyle {\ce {CaTiO3}}}) bestaat. Bariumtitanaat, een mineraal met ferro-elektrische eigenschappen, vertoont deze structuur ook.

## Complexe titanaten
Titanaten met een meer complexe bouw zijn ook bekend. Een voorbeeld hiervan is bismuttitanaat met de formule {\displaystyle {\ce {Bi4Ti3O12}}}, wat ook, maar minder de waarheid weergevend, geschreven kan worden als {\displaystyle {\ce {Bi4(TiO4)3}}}.